# Stanley D. Embick

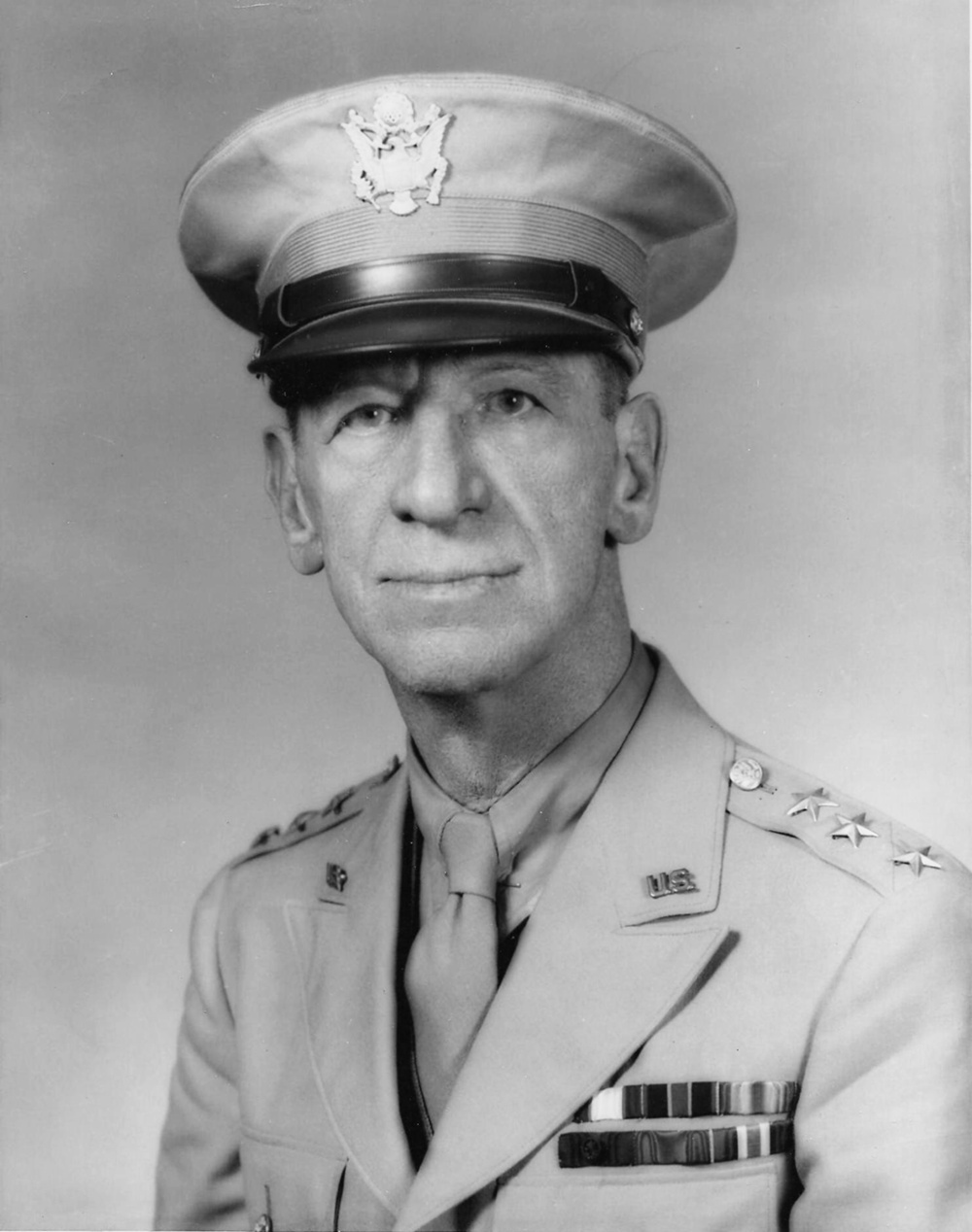
Stanley Dunbar Embick

Stanley Dunbar Embick (* 22. Januar 1877 in Greencastle, Franklin County, Pennsylvania; † 23. Oktober 1957 in Washington, D.C.) war ein Generalleutnant der United States Army. Er kommandierte unter anderem die 3. Armee.
Embick besuchte die öffentlichen Schulen seiner Heimat und studierte dann am Dickinson College. In den Jahren 1895 bis 1899 durchlief er die United States Military Academy in West Point. Nach seiner Graduation wurde er als Leutnant der Artillerie zugewiesen. In der Armee durchlief er anschließend alle Offiziersränge bis zum Generalleutnant. In seinen jüngeren Jahren absolvierte er den für Offiziere in den niederen Rangstufen üblichen Dienst in verschiedenen Einheiten und Standorten. Während des Spanisch-Amerikanischen Kriegs war er auf Kuba eingesetzt. Während des Ersten Weltkriegs diente er als Stabsoffizier. Kampfeinsätze hatte er in diesem Krieg nicht.
Anfang der 1920er Jahre bekleidete er verschiedene Generalstabsaufgaben und gehörte der amerikanischen Delegation bei den Verhandlungen über einen Friedensvertrag an. Außerdem absolvierte er das United States Army War College. Anschließend war er an dieser Schule für einige Zeit als Dozent tätig. Von 1923 bis 1927 war Stanley Embick auf den Philippinen stationiert, wo er das 59. Küstenartillerieregiment kommandierte. Anschließend war er bis 1930 Stabsoffizier im Kriegsministerium der Vereinigten Staaten. Danach hatte er bis 1932 das Kommando über den 3. Küstenartilleriebezirk (3rd Coast Artillery District). Gleichzeitig leitete er die Coast Artillery School.
Danach war er ein weiteres Mal auf den Philippinen, wo er von 1932 bis 1935 die Küstenartillerie im Großraum um Manila kommandierte. Bis 1938 war er erneut Generalstabsoffizier im Kriegsministerium. Dabei diente er zwischen dem 29. Mai 1936 und dem 30. September 1938 als stellvertretender Stabschef des US-Heeres (Deputy Chief of Staff of the United States Army). Im Oktober 1938 übernahm er das Kommando über die 4th Corps Area und als Nachfolger von George Van Horn Moseley auch das Kommando über die 3. Armee. Dieses Kommando behielt er bis zum 30. September 1940. Diese Armee war bis zum Kriegseintritt der USA in den Zweiten Weltkrieg im Jahr 1941 nicht für Kampfhandlungen einsatzbereit, bestand eher formal und war hauptsächlich mit Ausbildungsaufgaben betraut. Nachdem Emick im September 1940 sein Kommando an seinen Nachfolger Herbert J. Brees übergeben hatte, ging er in den Ruhestand.
Während des Zweiten Weltkriegs wurde Embick reaktiviert, aber nicht aktiv im Krieg eingesetzt. Stattdessen wurde er Mitglied verschiedener Kommissionen wie des Joint Board on Defense zwischen den USA und Mexiko, Vorsitzender des Inter-American Defense Boards und Mitglied im Joint Strategic Survey Committee das den Joint Chiefs of Staff unterstand. Er war auch Mitglied der Kommission zur Reformierung der Verteidigungsstruktur der Vereinigten Staaten aus der später das Verteidigungsministerium hervorging, das allen Teilstreitkräften der USA übergeordnet wurde. Am 27. Juni 1946 ging er endgültig in den Ruhestand.
General Embick war mit Ethel Wall (1879–1963) verheiratet. Die Tochter Elizabeth (1903–2000) war mit General Albert Wedemeyer (1897–1989) verheiratet. Emick starb am 23. Oktober 1957 im Walter Reed Army Medical Center in Washington D.C., das nicht mit dem Walter-Reed-Militärkrankenhaus in Bethesda zu verwechseln ist.

## Orden und Auszeichnungen
Embick erhielt im Lauf seiner militärischen Laufbahn unter anderem folgende Auszeichnungen:
- Army Distinguished Service Medal
- Army of Cuban Occupation Medal
- World War I Victory Medal
- American Defense Service Medal
- American Campaign Medal
- World War II Victory Medal